# Ricardo Marcano
Ricardo Marcano (nacido en Caracas, Distrito Capital, Venezuela, el 18 de octubre de 1994) es un beisbolista profesional venezolano que juega en la posición de Jardinero en la Liga Venezolana de Béisbol Profesional, juega con el equipo Leones del Caracas.